# Stadio Diego Armando Maradona
Stadio Diego Armando Maradona (do 4 grudnia 2020 Stadio San Paolo, w latach 1959–1963 Stadio del Sole) – wielofunkcyjny (piłkarsko-lekkoatletyczny) stadion w Neapolu z trybunami o pojemności 54 726 miejsc, wybudowany w latach 1952–1959 i otwarty 6 grudnia 1959. Od tego momentu domowy obiekt SSC Napoli. Kilkukrotnie przebudowywany (1979, 1989, 2010, 2018–2019), w szczytowym okresie posiadał około 90 000 miejsc (głównie stojących), będąc tym samym drugim pod względem wielkości obiektem sportowym we Włoszech (po Stadionie Olimpijskim w Rzymie). Jeden ze stadionów-gospodarzy piłkarskich mistrzostw świata 1990, mistrzostw Europy w 1968 i 1980, turnieju piłkarskiego Igrzysk Olimpijskich 1960, Igrzysk Śródziemnomorskich 1963, a także Letniej Uniwersjady 2019. 23 oficjalne spotkania międzypaństwowe rozegrała na nim również piłkarska reprezentacja Włoch. 4 grudnia 2020 zmieniono jego oficjalną nazwę ze Stadio San Paolo (obowiązującą od 1963 r. na cześć Pawła Apostoła) na Stadio Diego Armando Maradona dla uczczenia pamięci Diego Maradony, legendy miejscowego klubu.